# Softbol als Jocs Olímpics d'estiu de 2008

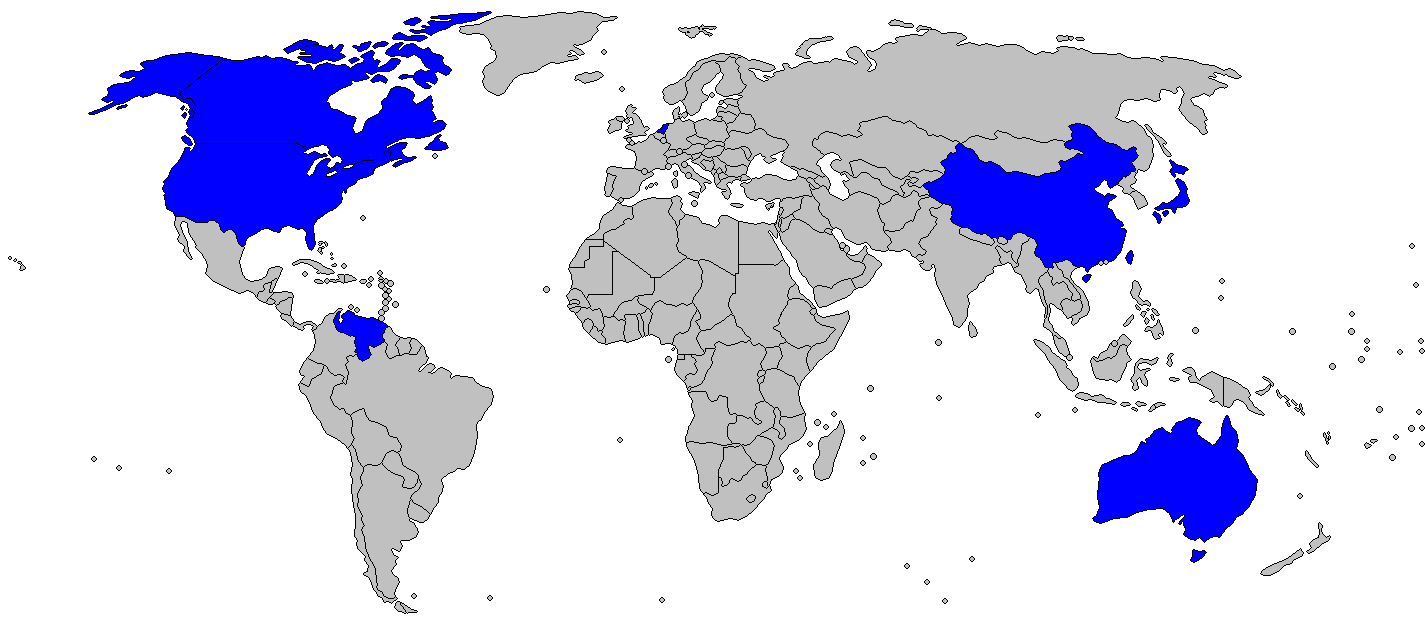
Equips participants

La competició de softbol dels Jocs Olímpics d'Estiu 2008 es jugaran a l'Estadi de Softbol de Fengtai de Pequín des del 12 al 21 d'agost de 2008. En el softbol només hi poden jugar les dones: els homes juguen al beisbol, que és molt similar.
El Comitè Olímpic Internacional ha decidit eliminar el softbol del programa Olímpic del 2012, per la qual cosa aquest serà l'últim torneig Olímpic de softbol si no és acceptat novament en el futur.

## Format de competició
Vuit equips competiran en el torneig Olímpic, que constarà de dues rondes. A la ronda preliminar jugaran tots contra tots una vegada, els 4 millor classificats jugaran la següent ronda, formada per dues semifinals. Els guanyadors de cadascuna de les semifinals jugaran la final i els perdedors es disputaran la medalla de bronze.

## Calendari de la classificació
| Data                | Esdeveniment                          | Seu      | Classificat                              |
| ------------------- | ------------------------------------- | -------- | ---------------------------------------- |
|                     | País amfitrió                         |          | Xina                                     |
| 20-29 d'agost, 2006 | Copa del Món de Softbol               | Pequín   | Estats Units · Japó · Austràlia · Canadà |
| 1-5 de febrer, 2007 | Classificador Olímpic d'Àsia/Oceania  | Tainan   | Taiwan                                   |
| 9-16 de juny, 2007  | Classificador Olímpic d'Europa/Àfrica | Trieste  | Països Baixos                            |
| 19-24 d'agost, 2007 | Classificador Olímpic Pan-Americà     | Valencia | Veneçuela                                |

## Fase de grup
| Equip         | G | P | EF | EC | Dif |
| ------------- | - | - | -- | -- | --- |
| Estats Units  | 7 | 0 | 53 | 1  | +52 |
| Japó          | 6 | 1 | 23 | 13 | +10 |
| Austràlia     | 5 | 2 | 30 | 11 | +19 |
| Canadà        | 3 | 4 | 17 | 23 | -6  |
| Xina          | 2 | 5 | 19 | 21 | -2  |
| Taiwan        | 2 | 5 | 10 | 23 | -13 |
| Veneçuela     | 2 | 5 | 15 | 35 | -20 |
| Països Baixos | 1 | 6 | 8  | 48 | -40 |

| Data       | Hora  | Equip         | Resultat | Equip         |
| ---------- | ----- | ------------- | -------- | ------------- |
| 12 d'agost | 09:30 | Taiwan        | 1-6      | Canadà        |
| 12 d'agost | 12:00 | Estats Units  | 11-0     | Veneçuela     |
| 12 d'agost | 17:00 | Xina          | 10-2     | Països Baixos |
| 12 d'agost | 19:30 | Japó          | 4-3      | Austràlia     |
| 13 d'agost | 09:30 | Xina          | 7-1      | Veneçuela     |
| 13 d'agost | 12:00 | Estats Units  | 3-0      | Austràlia     |
| 13 d'agost | 17:00 | Japó          | 2-1      | Taiwan        |
| 13 d'agost | 19:30 | Canadà        | 9-2      | Països Baixos |
| 14 d'agost | 09:30 | Xina          | 1-3      | Austràlia     |
| 14 d'agost | 12:00 | Canadà        | 1-8      | Estats Units  |
| 14 d'agost | 17:00 | Països Baixos | 0-3      | Japó          |
| 14 d'agost | 19:30 | Taiwan        | 3-0      | Veneçuela     |
| 15 d'agost | 09:30 | Xina          | 0-1      | Canadà        |
| 15 d'agost | 12:00 | Estats Units  | 7-0      | Japó          |
| 15 d'agost | 17:00 | Austràlia     | 3-1      | Taiwan        |
| 15 d'agost | 19:30 | Veneçuela     | 8-0      | Països Baixos |
| 16 d'agost | 09:30 | Japó          | 3-0      | Xina          |
| 16 d'agost | 12:00 | Estats Units  | 7-0      | Taiwan        |
| 16 d'agost | 17:00 | Països Baixos | 0-8      | Austràlia     |
| 16 d'agost | 19:30 | Veneçuela     | 2-0      | Canadà        |
| 17 d'agost | 09:30 | Taiwan        | 2-1      | Xina          |
| 17 d'agost | 12:00 | Japó          | 5-2      | Veneçuela     |
| 17 d'agost | 17:00 | Austràlia     | 4-0      | Canadà        |
| 17 d'agost | 19:30 | Estats Units  | 8-0      | Països Baixos |
| 18 d'agost | 09:30 | Països Baixos | 4-2      | Taiwan        |
| 18 d'agost | 12:00 | Xina          | 0-9      | Estats Units  |
| 18 d'agost | 17:00 | Canadà        | 0-6      | Japó          |
| 18 d'agost | 19:30 | Veneçuela     | 2-9      | Austràlia     |

## Fase Final
|  | Semifinals   | Semifinals |   |           | Final        | Final |
|  |              |            |   |           |              |       |
|  |              |            |   |           |              |       |
|  | Estats Units | 4          |   |           |              |       |
|  | Japó         | 1          |   |           |              |       |
|  |              |            |   |           |              |       |
|  |              |            |   |           |              |       |
|  |              |            |   |           | Estats Units | 1     |
|  |              | Japó       | 3 |           |              |       |
|  |              |            |   |           |              |       |
|  |              |            |   |           |              |       |
|  |              |            |   |           | Tercer lloc  |       |
|  |              |            |   |           |              |       |
|  | Canadà       | 3          |   | Austràlia | 3            |       |
|  | Austràlia    | 5          |   |           | Japó         | 4     |

## Resultats
| Categoria | Or | Plata | Bronze |
| Femenina  | Japó · Naho Emoto · Motoko Fujimoto · Megu Hirose · Emi Inui · Sachiko Ito · Ayumi Karino · Satoko Mabuchi · Yukiyo Mine · Masumi Mishina · Rei Nishiyama · Hiroko Sakai · Rie Sato · Mika Someya · Yukiko Ueno · Eri Yamada | Estats Units · Monica Abbott · Stacey Nuveman · Crystl Bustos · Jennie Finch · Laura Berg · Lauren Lappin · Lovieanne Jung · Cat Osterman · Tairia Flowers · Andrea Duran · Jessica Mendoza · Victoria Galindo · Kelly Kretschman · Caitlin Lowe · Natasha Watley | Austràlia · Jodie Bowering · Kylie Cronk · Kelly Hardie · Tanya Harding · Sandy Lewis · Simmone Morrow · Tracey Mosley · Stacey Porter · Melanie Roche · Justine Smethurst · Danielle Stewart · Natalie Titcume · Natalie Ward · Belinda Wright · Kerry Wyborn |

## Medaller
| Pos. | Comitè Olímpic | Or | Plata | Bronze | Total |
| 1    | Japó           | 1  | 0     | 0      | 1     |
| 2    | Estats Units   | 0  | 1     | 0      | 1     |
| 3    | Austràlia      | 0  | 0     | 1      | 1     |